# Antje Straßburger
Antje Straßburger  (* 28. November 1970 in Ost-Berlin) ist eine deutsche Schauspielerin, die für das Theater und den Film arbeitet. Sie wuchs in Berlin auf und stand bereits als Kind auf der Bühne der Ost-Berliner Volksbühne.

## Karriere
Antje Straßburger ist die Tochter des Regisseurs Helmut Straßburger und der Balletttänzerin und Schauspielerin Erika Straßburger. Im Alter von 13 Jahren wurde sie von Talentsuchern für den Film entdeckt und erhielt ihre erste Filmrolle in dem Fernsehspiel Einmal die Luise sein. Ihre erste Hauptrolle spielte sie in der Literaturverfilmung Die Geschichte vom goldenen Taler unter der Regie von Bodo Fürneisen. Während der Dreharbeiten entstand das Buch Hauptdarstellerin gesucht – Wie ein Film entsteht der Autorin Sonja Kühne. Für diese Rolle erhielt sie 1985 einen Darstellerpreis der Fachjury auf dem Spielfilmfestival Goldener Spatz sowie einen Bronzenen Lorbeer des DFF. Neben einer Berufsausbildung übernahm sie weitere Film- und Fernsehrollen. 
Mit Peter Kahanes Kinofilm Vorspiel wurde sie 1987 in der Rolle des Mädchens Floh einem breiten Publikum bekannt. Ab 1989 studierte sie an der Hochschule für Schauspielkunst „Ernst Busch“ und erhielt 1993 ihr Diplom.
Zu ihren wichtigsten Theaterrollen gehörten die Nina in Die Möwe von Anton Tschechow, die Gertrud in Hamlet von William Shakespeare, das Mädchen in Draußen vor der Tür von Wolfgang Borchert und die Selma in Die Ratten von Gerhart Hauptmann. Theaterstationen waren unter anderem die Kammerspiele Magdeburg, das Staatstheater Kassel, Theater Rostock, Liechtenstein und das Festspielhaus Salzburg. Ihre Stimme lieh sie beispielsweise ihrer Kollegin Dana Morávková als Aurinia im Kinofilm Die Geschichte von der Gänseprinzessin und ihrem treuen Pferd Falada.
Antje Straßburger spielte auch in Kurzfilmen und Abschlussfilmen von Filmhochschulabsolventen mit.
Straßburger lebt in Berlin.

## Filmografie (Auswahl)
- 1984: Einmal die Luise sein
- 1985: Die Geschichte vom goldenen Taler
- 1987: Jan Oppen
- 1987: Vorspiel
- 1989: Weiße Westen (Kurzfilm)
- 1989: Die Geschichte von der Gänseprinzessin und ihrem treuen Pferd Falada (Sprechrolle)
- 1989: Polizeiruf 110 – Drei Flaschen Tokajer
- 1989: Schulmeister Spitzbart
- 1992: Ein Bayer auf Rügen
- 1993: Immer wieder Sonntag
- 1994: Elbflorenz
- 1994: Berliner Weiße mit Schuß
- 1995: Für alle Fälle Stefanie
- 1995: Die Versuchung – Der Priester und das Mädchen
- 1996: Feuerbach
- 1997: Liebling Kreuzberg: Der Bauch des Richters
- 1999: Das Schloß meines Vaters
- 2001: Der Tunnel
- 2001: Polizeiruf 110 – Die Frau des Fleischers
- 2004–2005: Sabine!
- 2009: Notruf Hafenkante
- 2016: Rückblende (Kurzfilm)

## Auszeichnungen (Auswahl)
- Darstellerpreis der Fachjury des Filmfestivals Goldener Spatz (Hauptrolle Die Geschichte vom goldenen Taler)
- Bronzener Lorbeer des DFF (Hauptrolle Die Geschichte vom goldenen Taler)

## Theater (Auswahl)
- Lasst Euch nicht verführen nach Bertolt Brecht, Regie: Jan Zimmermann
- Peterchens Mondfahrt von Gerdt von Bassewitz, Regie: Johannes Zametzer
- Die Ratten von Gerhart Hauptmann, Regie: Horst Schönemann
- Draußen vor der Tür von Wolfgang Borchert, Regie: Uwe Manske
- Hamlet von William Shakespeare, Regie: Peter Dehler
- Roberto Zucco von Bernhard-Marie Koltés, Regie: Joachim Lemke
- Frühlingserwachen von Frank Wedekind, Regie: Axel Richter
- König Drosselbart und das Mädchen Prinzessin von Horst Hawemann, Regie: Klaus Gendries